# Saratoga (Indiana)
Saratoga város az USA Indiana államában, Randolph megyében. Lakosainak száma 231 fő (2020. április 1.).

## Népesség
A település népességének változása:

| 2010 | 254 |
| 2020 | 231 |